# Viranşehir

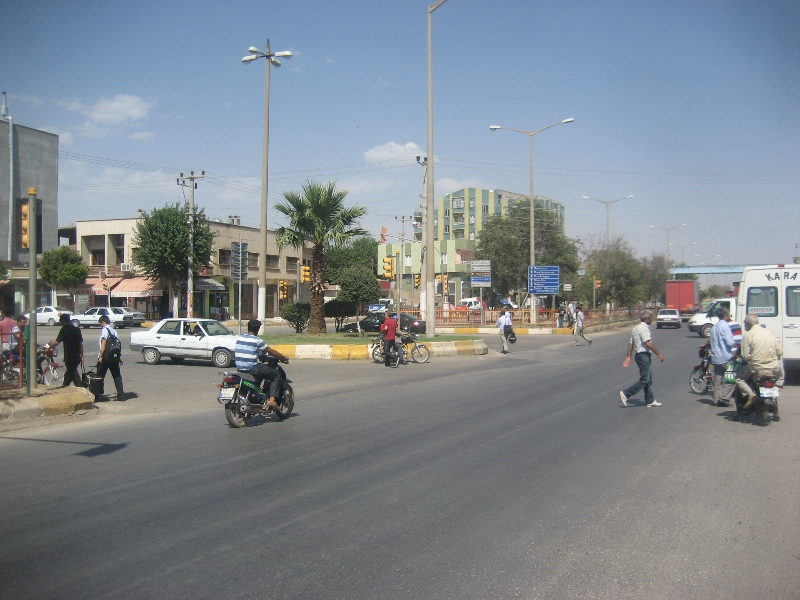
A view from Viranşehir city center

Viranşehir est une ville et un district de la province de Şanlıurfa dans la région de l'Anatolie du sud-est en Turquie.

## Histoire
Cette ville était appelée Constantine d'Osroène sous le Bas-Empire romain, Tella d'Mawzlat en syriaque. Ce fut la ville natale de Jean de Tella, Jacques Baradée, Serge de Tella.